# NPBWR1
NPBWR1 (англ. Neuropeptides B and W receptor 1) – білок, який кодується однойменним геном, розташованим у людей на короткому плечі 8-ї хромосоми. Довжина поліпептидного ланцюга білка становить 328 амінокислот, а молекулярна маса — 36 103.
| 10         |  | 20         |  | 30         |  | 40         |  | 50         |
| ---------- |  | ---------- |  | ---------- |  | ---------- |  | ---------- |
| MDNASFSEPW |  | PANASGPDPA |  | LSCSNASTLA |  | PLPAPLAVAV |  | PVVYAVICAV |
| GLAGNSAVLY |  | VLLRAPRMKT |  | VTNLFILNLA |  | IADELFTLVL |  | PINIADFLLR |
| QWPFGELMCK |  | LIVAIDQYNT |  | FSSLYFLTVM |  | SADRYLVVLA |  | TAESRRVAGR |
| TYSAARAVSL |  | AVWGIVTLVV |  | LPFAVFARLD |  | DEQGRRQCVL |  | VFPQPEAFWW |
| RASRLYTLVL |  | GFAIPVSTIC |  | VLYTTLLCRL |  | HAMRLDSHAK |  | ALERAKKRVT |
| FLVVAILAVC |  | LLCWTPYHLS |  | TVVALTTDLP |  | QTPLVIAISY |  | FITSLSYANS |
| CLNPFLYAFL |  | DASFRRNLRQ |  | LITCRAAA   |  |            |  |            |

A: Аланін

C: Цистеїн

D: Аспарагінова кислота

E: Глутамінова кислота

F: Фенілаланін

G: Гліцин

H: Гістидин

I: Ізолейцин

K: Лізин

L: Лейцин

M: Метіонін

N: Аспарагін

P: Пролін

Q: Глутамін

R: Аргінін

S: Серин

T: Треонін

V: Валін

W: Триптофан

Кодований геном білок за функціями належить до рецепторів, g-білокспряжених рецепторів, білків внутрішньоклітинного сигналінгу. 
Локалізований у клітинній мембрані, мембрані.